# Krzepice

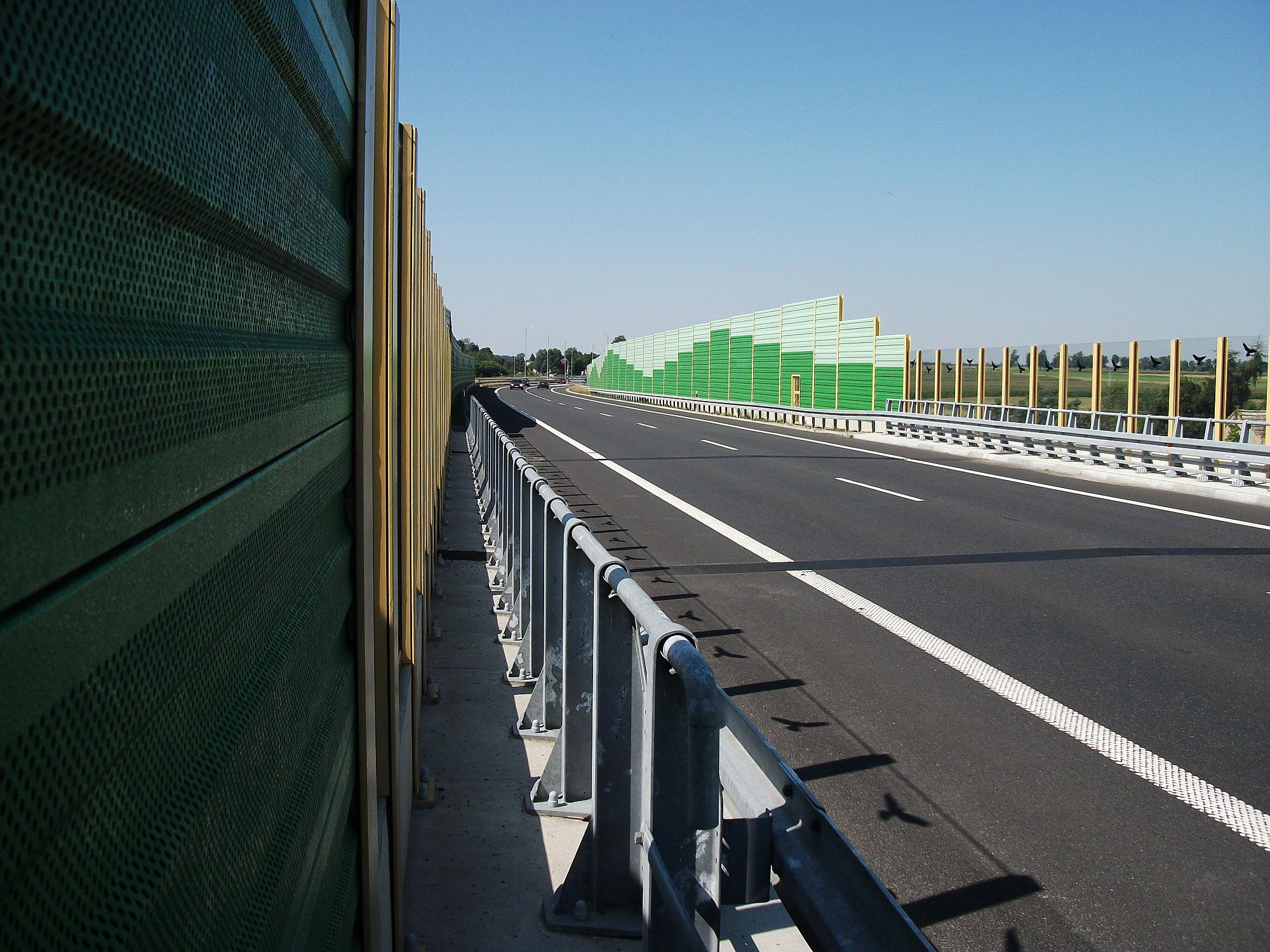
Bypass Krzepice - National Road 43 (Wieluń-Częstochowa)

Krzepice este un oraș în Polonia.